# Gheorghe Andrei
Gheorghe Andrei (n. 12 august 1942) este un deputat român în legislatura 1996-2000, ales în județul Constanța pe listele partidului PNȚCD. Gheorghe Andrei a fost membru în grupul parlamentar de prietenie cu Japonia. 
Un domeniu de activitate al acestui prostigios deputat este matematica. Întreaga viață a fost dedicată acestui scop, al matematicii si de aceea se pot reaminiti carti ca: ,,Radicali, ,,Logaritmi si exponentiale", ,,Siruri si progresii".
Profesorul universitar membru corespondent al Academiei Romane, domnul Constantin Niță a spus despre Gh. Andrei intr-o prefata la una dintre cartile lui:,,Cartile Domnului profesor Gh.Andrei pot fi folosite pretutideni, în orice domeniu, atat de elevi cat si de profesori"